# Kvarnfallet Mölndal
Kvarnfallet Mölndal Aktiebolag är ett svenskt förvaltningsbolag som agerar moderbolag för de verksamheter som Mölndals kommun har valt att driva i aktiebolagsform. Bolaget ägs helt av kommunen.

## Bolag
Källa: 
- Gunnebo Slott och Trädgårdar AB
- Mölndal Energi Aktiebolag
  - Mölndal Energi Nät Aktiebolag
- Mölndal Koljan 1 Fastighets AB
- Mölndala Fastighets AB
- Mölndals Parkerings Aktiebolag
- Mölndalsbostäder Aktiebolag